# 竖岗镇
竖岗镇，是中华人民共和国河南省開封市通许县下辖的一个乡镇级行政单位。

## 行政区划
竖岗镇下辖以下地区：
竖岗村、张士横村、前小渚村、王庄村、大连村、张营村、孙庄村、王营村、洼张村、百里池村、南河口村、裴庄村、前付村、聂庄村、燕岗村、肖庙村、张瑞宇村、北河口村、小河口村、后付村、李庄村、何家村、中牟王村、车岗村、后刘庄村、前刘庄村、冯家普查区和涧头普查区。